# Operațiunea Margareta

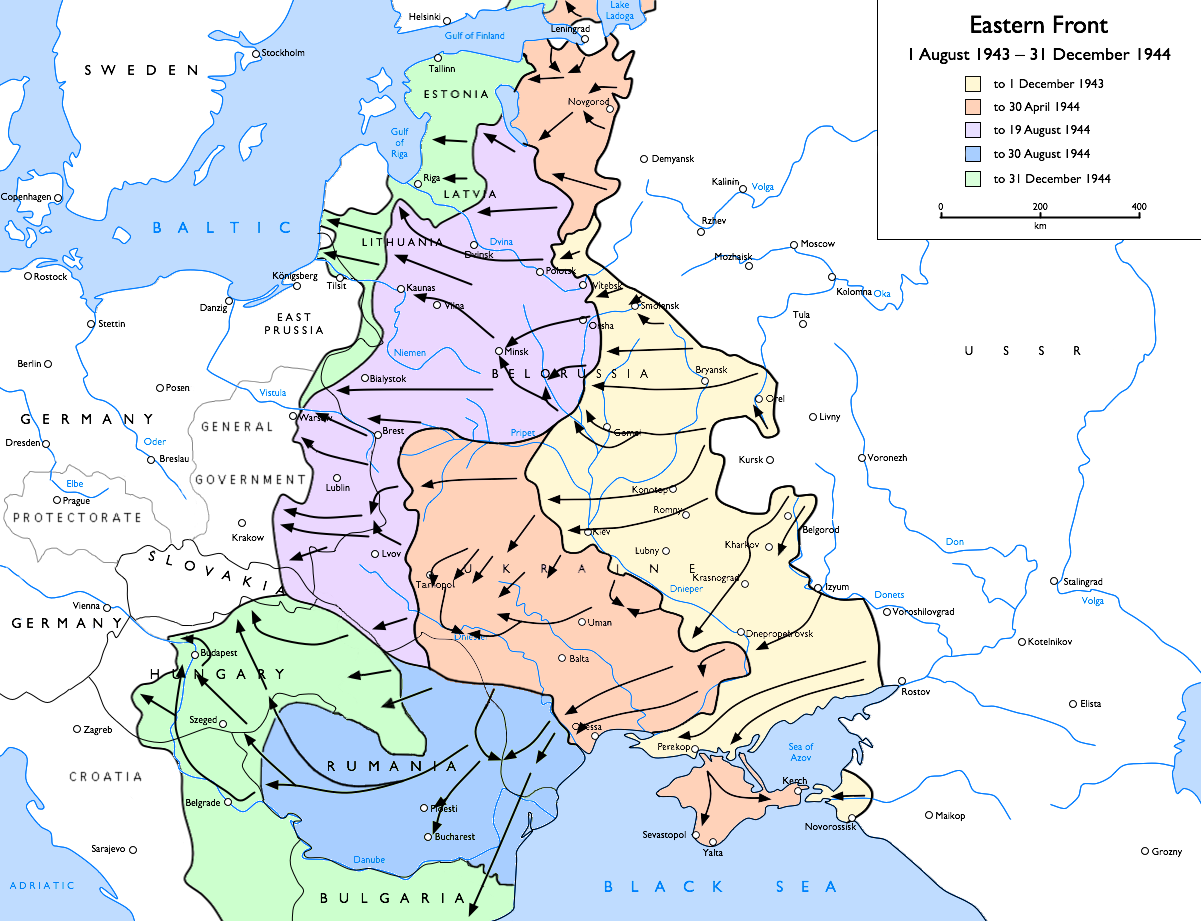
Frontul de est între august 1943-decembrie 1944

Operațiunea Margareta (în germană Unternehmen Margarethe) a fost numele planurilor elaborate de Wehrmacht în timpul celui de-al Doilea Război Mondial pentru ocuparea Ungariei fasciste și a Regatului României, în ipoteza trecerii iminente a acestor state satelite ale Germaniei naziste de partea Uniunii Sovietice.

## Margareta I
Operațiunea Margareta I, de invadare a Ungariei, a fost pus în aplicare la 19 martie 1944.
Trupele hitleriste nu au întâmpinat rezistență la invadarea Ungariei horthyste din partea armatei ungare, operațiunea realizându-se fără vărsare de sânge.

## Margareta II
Operațiunea Margareta II, de invadare a României. A fost pus în aplicare după lovitura de stat de la 23 august 1944. Între 24 și 26 August Bucureștiul a fost bombardat de aviația germană iar trupele române au fost atacate în zona Băneasa. Operațiunea a eșuat după atacul bombardierelor americane asupra forțelor germane din pădurea Băneasa și a ocupării aeroportului Băneasa de către soldații români.

## Vezi și
- Ungaria în timpul celui de-al Doilea Război Mondial

1. ↑  Narcis I. Gherghina. „Bombardamentele germane asupra Bucureștiului: 23-26 august 1944”. aviatori.ro. Accesat în 18 februarie 2024.
2. ↑  Nicolae Jurca. „Serata de adio s-a contramandat”. memoria.ro. Accesat în 18 februarie 2024.